# Sergentia flavodentata
Sergentia flavodentata är en tvåvingeart som beskrevs av Chernovskij 1949. Sergentia flavodentata ingår i släktet Sergentia och familjen fjädermyggor. Inga underarter finns listade i Catalogue of Life.